# Travedona-Monate
Travedona-Monate – miejscowość i gmina we Włoszech, w regionie Lombardia, w prowincji Varese.
Według danych na rok 2004 gminę zamieszkiwało 3336 osób, 370,7 os./km².